# 프스호바군

루부시주 지도에 표시된 프스호바군의 위치

프스호바군(폴란드어: powiat wschowski)은 폴란드 루부시주에 위치한 군으로 군청 소재지는 프스호바이며 면적은 624.82km2, 인구는 38,960명(2019년 6월 30일 기준), 인구 밀도는 62명/km2이다.
북쪽으로는 비엘코폴스카주 볼슈틴군, 동쪽으로는 비엘코폴스카주 레슈노군, 남동쪽으로는 돌니실롱스크주 구라군, 남서쪽으로는 돌니실롱스크주 그워구프군, 서쪽으로는 노바술군과 접한다. 3개 지방 자치체(3개 도시형 농촌)를 관할한다.

군기
군 문장